# Outerra
Outerra је словачка компанија за рачунарски софтвер најпознатија по свом софтверу 3Д планетарног графичког погона, названим Outerra engine који је у развоју од 2008. Погон приказује висококвалитетне терене, текстуре терена, флору и мапе нормалног протока воде користећи релативно оскудне и податке високо компресоване фракталном обрадом и другим врстама процедуралног генерисања. Игра Anteworld користи податке из стварног света за стварање виртуелне реплике планете Земље.

## Карактеристике
Карактеристике погона и његовог прототипа Anteworld  укључују:
- Фрактално усавршавање постојећих података о терену[1]
- Подршка векторски заснованих података као што су путеви
- Беспрекоран прелазак из свемира на површину планете
- Интеграција Chromium прегледача
- Физика копнених возила и JSBSim библиотека модела динамике лета за физику ваздухоплова
- Неограничена видљивост
- Динамични и прилагодљиви проток времена[2]
- Подршка за FreeTrack
- FBX увозник и извоз модела у самоинсталирајућем OTX формату
- Подршка за Oculus Rift[3][4][5]

## Anteworld
Програмери компаније Outerra су 2012. године објавили алфа прототип за погон под називом Anteworld (назив потиче од латинског префикса анте-, што значи пре времена - „Свет који је био“) који се састоји од дигиталне реплике целе планете Земље у размери 1:1. Виртуелни свет се може истраживати у режиму слободног померања камере као и у возилима као што су авиони, чамци и аутомобили. Такође садржи режим ходања. За свет огледала коришћени су подаци из стварног света - у игри се корисник може уклопити у уграђене Гугл мапе стварне Земље које су синхронизоване са тренутним положајем камере. Од јуна 2013. Anteworld пружа подршку за Oculus Rift. Штавише, кориснички израђени предмети попут кућа и возила могу се изградити и користити у такозваној sandbox игри. Иако је прототип бесплатан, неке функције захтевају надоградњу на пуну верзију у вредности од 15 америчких долара. У плану је и пратећа новела која је слабо повезана са игром коју је написао Ц. Шон Смит.

## Пројект ДЕМ Средње Земље
Засебна непрофитно мотивисана група хобиста објавила је 2013. године прву верзију података о терену Средње Земље састављених за Outerra погон. Циљ овог пројекта дигиталног елевацијоног модела, који су покренули Ојшан Грини и Карл Лингард 2006. године, је оно што они резимирају као „Средњу земљу која живи и дише“ - врло детаљан модел који укључује реке, вегетацију, зграде, путеве и подземна обележја. Извори за мапе укључују Толкиенове мапе (попут оних у Господару прстенова и Силмарилиону), Стракијева Фродова путовања, Фонстадов Атлас Средње Земље , локације коришћене у филмовима Питера Џексона као мапе фанова.

## Виртуални Марс
У фебруару 2014. програмери су најавили текући развој, који је планиран од октобра 2009. године, који подразумева додавање још једне планете поред две већ постојеће (Земљу и измишљену Средњу Земљу) - Марс. Поред тога, 2014. године изјавили су да ће „на крају цео соларни систем бити доступан“ у једној игри на Твитеру.

## TitanIM
TitanIM (Тitan Integrated Military) је војна симулациона платформа са заснована на Outerra која је приказана у децембру 2014. године на највећој светској конференцији о моделирању, симулацији и обуци која је као фокус имала војну употребу, I/ITSEC у Орланду.TitanIM је добио ексклузивну лиценцу за Outerra погон за војну употребу. Почетна верзија софтвера доступна јавности позната је под називом Titan Vanguard.